# Giuseppe Li Bassi
Giuseppe Li Bassi (Palermo, 1908 – Savnik, 6 agosto 1941) è stato un militare italiano, decorato con la medaglia d'oro al valor militare alla memoria nel corso della seconda guerra mondiale.

## Biografia
Nacque a Palermo nel 1908, figlio di Ernesto e Elena Celesia.
Arruolatosi nel Regio Esercito frequentò il corso allievi ufficiali di complemento a Palermo, da cui uscì con il grado di sottotenente nel marzo 1929 ed assegnato al 10º Reggimento bersaglieri fu posto in congedo nell'ottobre dello stesso anno. Ripresi gli studi universitari, si laureò in giurisprudenza dedicandosi poi alla professione di avvocato. Nell'ottobre 1936 fu messo a disposizione del Comando generale della Milizia Volontaria Sicurezza Nazionale e destinato al CCXV Battaglione CC.NN. (Camicie Nere) parti volontario per l'Africa Orientale Italiana dove rimase fino al 1938. Posto di nuovo in congedo riprese la sua attività professionale nel foro di Calatafimi. Fu richiamato in servizio attivo con il grado di tenente nel marzo 1941, assegnato al 9º Reggimento fanteria "Bari" allora di stanza in Albania. Passato a disposizione del Comando militare, veniva nominato commissario civile del paese di Savnik in Montenegro. Catturato dai ribelli fu successivamente fucilato da questi ultimi il 6 agosto 1941. Fu insignito della medaglia d'oro al valor militare alla memoria.

### Fonti
1. ↑  Gruppo Medaglie d'Oro al Valore Militare 1965, p. 554.
2. 1 2 3 4 5 6 7 8  Combattenti Liberazione.
3. ↑   Medaglia d'oro al valor militare Li Bassi, Giuseppe, su quirinale.it, Quirinale. URL consultato l'11 febbraio 2023.
4. ↑  Registrato alla Corte dei conti lì 1 luglio 1949,  Esercito registro n.19, foglio 112.